# Malabuyoc
Malabuyoc is een gemeente in de Filipijnse provincie Cebu. Bij de census van 2015 telde de gemeente ruim 19 duizend inwoners.

## Geografie

### Bestuurlijke indeling
Malubuyoc is onderverdeeld in de volgende 14 barangays:
| - Armeña - Tolosa - Cerdeña - Labrador - Looc - Lombo - Mahanlud | - Mindanao - Montañeza - Salmeron - Santo Niño - Sorsogon - Barangay I - Barangay II |

## Demografie
Malabuyoc had bij de census van 2015 een inwoneraantal van 19.373 mensen. Dit waren 947 mensen (5,1%) meer dan bij de vorige census van 2010. Ten opzichte van de census van 2000 was het aantal inwoners gegroeid met 2.358 mensen (13,9%). De gemiddelde jaarlijkse groei in die periode kwam daarmee uit op 0,85%, hetgeen lager was dan het landelijk jaarlijks gemiddelde over deze periode (1,72%).

De bevolkingsdichtheid van Malabuyoc was ten tijde van de laatste census, met 19.373 inwoners op 69,27 km², 279,7 mensen per km².